# آسکاناز مراویان
آسکاناز آرتمی مراویان (ارمنی: Ասքանած Արտեմի Մռավյան؛ ۲۱ دسامبر ۱۸۸۵ – ۲۳ اکتبر ۱۹۲۹) یک سیاست‌مدار اهل ارمنستان بود. وی بین سال‌های ۱۹۲۱ الی ۱۹۲۲ وزیر امور خارجه ارمنستان بود.

## نگارخانه

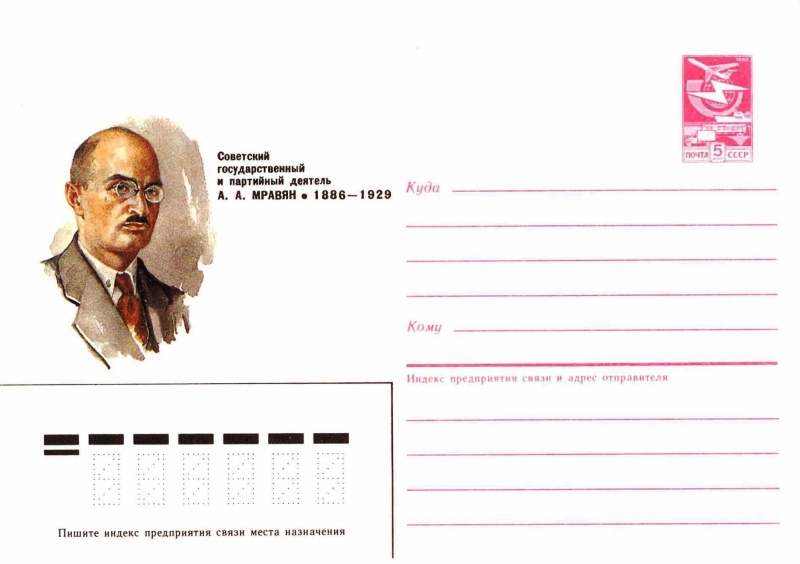